# Michele Griffa
Michele Griffa (Rimini, 28 ottobre 1915 – Adi Acheiti, 13 febbraio 1936) è stato un militare italiano, insignito della medaglia d'oro al valor militare alla memoria nel corso della guerra d'Etiopia.

## Biografia
Nacque a Rimini il 28 ottobre 1915, figlio di Gioacchino e Caterina Bergia. In tenera età segue la famiglia che per ragioni di lavoro si trasferisce a Torino, dove frequenta le scuole medi e si interì nelle organizzazioni sportive e patriottiche della città dapprima come balilla e poi come avanguardista. Iniziato a lavorare come operaio viene chiamato a prestare servizio militare di leva nel Regio Esercito, frequentando, dietro sua domanda, la scuola sottufficiali di Rieti venendo promosso sergente. Assegnato alla 46º Reggimento fanteria della 30ª Divisione fanteria "Sabauda", all'approssimarsi dello scoppio della guerra d'Etiopia la divisione parte da Cagliari per l'Africa orientale sbarcando a Massaua il 21 giugno 1935, schierandosi poi nella zona tra Asmara e Decameré. Dopo lo scoppio della guerra egli prende parte alle operazioni militari, distinguendosi nella battaglia sull'Amba Aradam. Il 12 febbraio le truppe italiane conquistarono l'importante posizione di Dansà, uno dei gradoni sulle pendici dell'Amba Aradam, cosa che scatenò un violento contrattacco etiopico. Alle 5:00 del mattino le truppe etiopi attaccarono le posizioni tenute dal I Battaglione del 46º Reggimento fanteria, investendo le posizioni della 4ª Compagnia. Mentre svolgeva le funzioni di comandante di plotone e capo arma ricevette l'ordine di ripiegamento quando i nemici riuscirono a penetrare nel caposaldo, cosa che fece ordinatamente. Raggiunta una nuova posizione fece attestare i suoi uomini, resistendo agli attacchi nemici. Cadde in combattimento alle 14:00, colpito da una pallottola al cuore. Per onorarne il coraggio fu insignito della medaglia d'oro al valor militare alla memoria.

### Fonti
1. 1 2  Combattenti Liberazione.
2. 1 2  Gruppo Medaglie d'Oro al Valor Militare 1965, p. 149.
3. 1 2 3  Rossi 2010, p. 6.
4. 1 2 3 4 5  Rossi 2010, p. 7.
5. ↑  Rossi 2010, p. 8.
6. ↑   Medaglia d'oro al valor militare Griffa, Michele, su quirinale.it, Quirinale. URL consultato l'11 luglio 2021.
7. ↑  Registrato alla Corte dei conti il 7 agosto 1937, guerra registro 32, pagina 66.